# Étiquette à la cour de France
L'étiquette est l'ensemble des règles qui organisent la vie de la famille royale, des courtisans et du personnel qui l'entoure. L'étiquette s'occupe donc de la « vie privée » (bien que continuellement en public) du monarque ; la vie publique du roi (celle des cérémonies d'État) relève du cérémonial.
En France, l'étiquette s'est développée à partir du règne du roi François Ier et connut son apogée et sa forme la plus codifiée et la plus rigide d'Europe sous le règne du roi Louis XIV,.
L'étiquette participe au culte monarchique. Elle permet au roi de manifester sa distinction, sa satisfaction ou son mécontentement vis-à-vis des courtisans à qui il procure ou retire l'honneur de le servir de près. Elle permet aussi aux courtisans de s'affirmer, de marquer leur place (quelquefois provisoire) face à la concurrence des autres membres de la cour.

## Étiquette sous le règne du roi François Ier
François Ier créa la charge de maître des cérémonies qu'il confia à Jean Pot de Chemault, à qui succéda son fils Guillaume Pot de Rhodes.

## Étiquette sous le règne du roi Henri II
En 1548, Henri II demande à Jean du Tillet, qui occupe la charge de secrétaire de roi, de composer un Recueil des rangs et des séances. C'est l'une des premières codifications du protocole cérémoniel qui démarque le roi des courtisans.

## Étiquette sous le règne du roi Henri III
La reine Catherine de Médicis et son fils Henri III introduisent les modes espagnoles à la cour de France. En 1585, Henri III promulgue l'édit qui fixe « l'ordre que le roi veut être tenu en sa cour tant au département des heures que de la façon dont il veut être honoré et servi ». Il crée alors la charge de grand maître des cérémonies qu'il confie à Guillaume Pot de Rhodes. Ce dernier est l'inspirateur des règles qui vont former l'étiquette de la cour.

## Étiquette sous le règne du roi Louis XIV
Dans ses Mémoires Louis XIV révèle sa conception de l'étiquette : « Les peuples sur qui nous régnons, ne pouvant pénétrer le fond des choses, règlent d'ordinaire leur jugement sur ce qu'ils voient au dehors, et c'est le plus souvent sur les préséances et les rangs qu'ils mesurent leur respect et leur obéissance ». Les différentes étapes de la journée royale sont codifiées par l'étiquette.

### Lever du roi
On participe au lever du roi, cérémonial qui est divisé en trois parties, le « petit lever », la « première entrée » et le « grand lever ».

### Repas du roi
Pour le petit couvert, le roi est servi dans sa chambre. Pour le grand couvert, la famille royale est installée dans l'antichambre de la reine. Les princesses et les duchesses y assistent, avec le privilège du tabouret de grâce c'est-à-dire assises sur des ployants ou des formes au plus proche de la reine ; les autres dames restent debout.
Quand l'ordre de mettre le couvert est donné, l'huissier de salle se rend chez les gardes du corps du roi, en mobilise un et se rend au service du « gobelet ». Ainsi escorté, le chef du gobelet apporte la nef (pièce d'orfèvrerie refermant des serviettes et des coussins de senteurs), tandis que d'autres officiers du gobelet en font de même avec le reste du couvert. Toute personne passant devant la nef doit la saluer. Puis l'huissier retourne chez les gardes du corps et avec une nouvelle escorte se rend à la « bouche ». Les plats de viande sont alors transportés vers la salle du repas. L'huissier de salle marche en premier, suivi par le maître d'hôtel, puis par le gentilhomme servant pour le premier plat et d'autres officiers pour les autres plats. Chaque plat est escorté par trois gardes carabine à l'épaule. Arrivés dans la salle, les plats sont reçus par le gentilhomme dit de prêts.
Le gentilhomme porteur du premier plat, le goûte avant de le poser sur la table dite de prêts qui est entourée de trois gardes. Il en est de même pour les autres plats. Ensuite les gentilshommes servants les portent sur la table du roi, qui alors se sert.
Quand il y a le grand cérémonial, la nef est déposée à droite sur la table du roi ; c'est l'aumônier de service qui en ôte le couvercle lorsqu'un gentilhomme servant vient y puiser une serviette pour le roi. Il y a 14 gardes autour de la table, dont un en permanence près de la nef, un autre accompagne le gentilhomme servant lorsqu'il apporte à boire au roi. Le roi est entouré par deux officiers de la bouche en grand uniforme et en arme, le capitaine des gardes du corps se tient derrière le fauteuil du roi.

### Coucher du roi
Le grand coucher : après que l'aumônier a dit la prière du soir, en présence d'une assistance nombreuse, le roi est déshabillé par le maître de la garde-robe et les valets de chambre. Un des honneurs les plus recherchés de la cour est de tenir le bougeoir du roi. Ensuite vient le petit coucher : seuls les familiers y assistent ; le roi termine sa toilette pour la nuit et donne ses ordres pour le lendemain (heure du lever, costume à lui préparer…). Puis tous se retirent, hormis le premier valet de chambre qui va passer la nuit sur un lit de veille au pied du lit royal.

## Étiquette auXVIIIesiècle
Jacques Levron dans son ouvrage qui a pour titre La cour de Versailles aux XVIIe siècle et XVIIIe siècle, écrit : « En dépit de ces secousses, l'étiquette et le cérémonial règnent toujours. « La grande machine continue de fonctionner et les rouages grincent à peine » (André Castelot) ».
Dans les Mémoires de Madame Campan, première femme de chambre de Marie-Antoinette, celle-ci rapporte que l'étiquette du XVIIe siècle fut maintenue au XVIIIe siècle mais avec moins de dignité selon ses propos.

### Sous le règne du roi Louis XV
« La cour de  Versailles n'éprouva aucun changement d'étiquette pendant la durée du règne de Louis XV » rapporte Madame Campan.

### Sous le règne du roi Louis XVI
Sous le règne suivant, celui du roi Louis XVI, les historiens s'accordent à dire que la jeune Marie-Antoinette bouscule des conventions séculaires de la cour de France. Des courtisans, des titulaires de hautes charges au sein de la Maison du roi, s'en offusquent : « (…). Respectueusement, la grande maîtresse rappelle à la reine ce que faisait (ou ne faisait pas) Marie Leczinska. Elle s'attire cette réponse cinglante : « Madame, arrangez cela comme vous l'entendrez. Mais ne croyez pas qu'une reine, née archiduchesse d'Autriche, y apporte l'intérêt et l'abandon qu'y donnait une princesse polonaise devenue reine de France » ».

## Étiquette d'octobre 1789 à 1792
Charles-Éloi Vial dans l'ouvrage Les derniers feux de la monarchie. La cour au siècle des révolutions 1789-1870 écrit : « Dans les jours qui suivirent le retour à Paris, peu à peu, le cérémonial reprit ses droits et les habitants des Tuileries renouèrent avec leurs habitudes ».
« L'étiquette reprit rapidement ses droits aux Tuileries, car le roi [Louis XVI] tenait à affirmer sa dignité de chef d'État ».
« En janvier 1790, l'Assemblée nationale vint ainsi présenter ses vœux au roi et à sa famille, le cérémonial versaillais reprenant partiellement ses droits (…) ».
Le "lever du roi" était appelé "lever constitutionnel". Il y avait toujours les "entrées de la chambre" et les "entrées du cabinet" et des audiences.
Charles-Éloi Vial écrit toutefois que le cérémonial était dégradé en raison de la nouvelle situation politique et des lieux (le palais des Tuileries situé en plein centre de Paris) et que dans ce contexte le cérémonial religieux évolua également.

## Étiquette auXIXesiècle
Le XIXe siècle connut le phénomène curial sous le Ier Empire, la Restauration, la monarchie de Juillet, le second Empire.

### Restauration
L'étiquette sous la Restauration, fut, estiment les historiens, peu différente de celle de l'Ancien Régime. On possède très peu, voire aucune, trace écrite attestant d'une Étiquette particulière sous la Restauration.
Le lever et le coucher du roi étaient encore publiques, mais les droits au siège devaient être moins codifiés.